# 乐森玮
乐森玮（1903年—？），字静麓。祖籍贵州黄平，生于贵阳。贵州大学英文系教授。
乐氏一门被称为黔中明贤，学人辈出。森玮的四兄森璕（字季纯）是著名地质学家，中科院首期学部委员（院士）。森玮的长女乐黛云是文学家、北京大学中文系教授。

## 轶事
当年乐森玮投考北京大学英文系，笔试通过后，口试由胡适面试。胡适说：你口音太重，读的英文不像英文，你补习两年再来考。森玮忍气励志，在北大西斋附近租了一间公寓，坚持到北大旁听，学成后终成为大学英文教授。